# 綾里春美
綾里 春美（あやさと はるみ、2009年 - ）は、カプコンのゲーム『逆転裁判』シリーズに登場する架空の人物。

## 概要
初登場は『2』第2話。それ以来、綾里真宵と共に成歩堂龍一の仕事の手助けなどをしている。真宵と同様、千尋を霊媒することがしばしばある。
綾里千尋、真宵姉妹の従妹であり、2人からは「はみちゃん」と呼ばれている。真宵を心から尊敬しており、他人が気軽に「真宵ちゃん」と呼ぼうものならビンタを食らわすが、成歩堂だけは例外である。その理由は、「真宵は成歩堂の想われ人」だと春美が思い込んでしまっているため。なお、真宵自身はそれを認めてはいない。
BGMは「はみちゃんといっしょ」。

## 演じた声優
- 佐伯美由紀（『5』[1]）
- 久野美咲（アニメ版）
- 豊崎愛生（『パチスロ 逆転裁判』[2]）

## 人物
「倉院流霊媒道」の使い手である霊媒師。その実力は天才的と言われており、真宵の勾玉に霊力を込めて、「サイコ・ロック」の力（他人が心の中にかかえる秘密が錠前となって見える力）を成歩堂に与えた。ところが、ある霊媒のケースにおいて、真宵に出来たことが春美には出来なかったことがあるため、霊力は春美と真宵、どちらが高いのかは不明である。
2つの輪状に結った髪型が特徴。
身長は『2』『3』では125cm、『5』では140cm。真宵と同様、千尋を霊媒することがしばしばあるが、体格差が凄まじいため、千尋の胸が半分ほど露わになっており、非常に露出度の高い姿となっている（千尋曰く、「少し、ムネがキツいわ」）。
母親のキミ子により、倉院の里（倉院流の総本山）で箱入り娘として大切に育てられているため、世間のことをあまり知らない。例えば、電車の存在を知らず、倉院の里から裁判所まで（電車でも2時間かかるほどの距離）走ってきたことがある。「〜士」や「〜師」がつく職業は、全て霊媒師と関係があると思っている。
また、真宵と成歩堂は恋人同士と勝手に思いこんでおり、事あるごとに成歩堂にもっと積極的にアプローチするよう迫ってきたり、成歩堂が他の女性と話したり親しげな態度を見せると強烈なビンタを食らわせたりする。成歩堂と真宵の趣味がずれていることさえも許さないほどである。真宵によると、これは倉院の里の女性優位の風習による多くの夫婦関係の悪化による影響である可能性が高い。
笑うときには両手を合わせるなど、ときどき真宵に似た動作をすることもある。また、オシャレのつもりなのか、左の髪に紫の玉のようなものを付けている。アニメでは紫色の風呂敷包みを背負っていることが多い。
『5』では17歳になった姿で登場し、成歩堂をサポートした。成歩堂の発言によると、春美は「成歩堂なんでも事務所」に時々遊びにきて、みぬきを妹のように面倒をみていたという。『6』では第5話で登場。容姿は『5』と同様で、ある用事で倉院の里を調査しに訪れた王泥喜とその依頼人に、手がかりとなる情報を与える。
好きな遊びはマリ遊びで、裁縫が得意。成績は国語5（漢字は苦手）、算数3、理科4。苦手なものは図画工作と幽霊。苦手な食べ物はトマトジュースと肉（ベジタリアンであるため）。

## 関連人物
- 成歩堂龍一 - 真宵の元へ来ている時の保護者代わり。
- 綾里千尋 - 従姉。たびたび霊媒し呼び出している。
- 綾里真宵 - 従姉。実の姉のように慕う。
- 綾里舞子- 叔母。春美が誕生したのは舞子の失踪後なので、春美自身は会ったことはない。
- 綾里キミ子 - 母親。霊力はほとんどないらしい。